# Закони Мерсенна

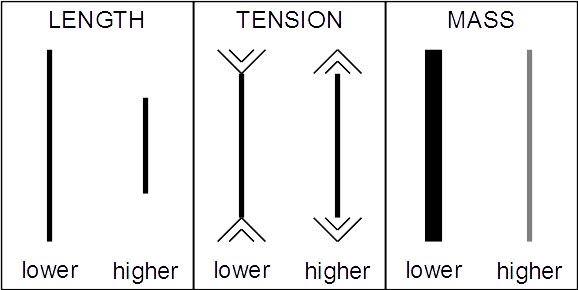
Половинна струна (1/2), квадратний корінь розтягу (√2), або обернена маса на одиницю довжини (1/√2) на октаву вище (2/1).
Якщо розтяг струни 4,5 кг, то масу потрібно збільшити до 18 кг, щоб отримати висоту тону на октаву вище.

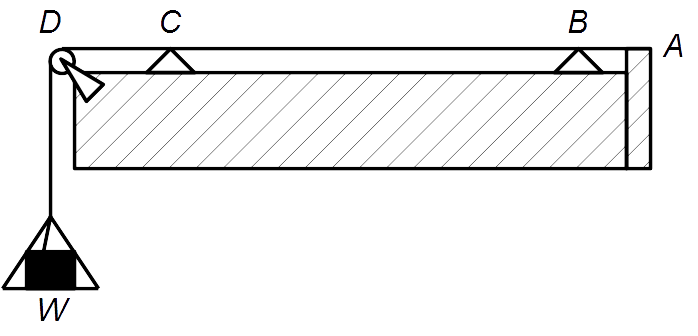
Струна, що прив'язана до точки А, розтягнена підвішеним вантажем W між двома мостами, B та рухомому C, що вільно рухається за допомогою колеса D. Усе це дозволяє продемонструвати закони Мерсенна щодо розтягу та довжини.

Закони Мерсенна — закони, що описують частоту коливань натягнутих струн або монохорда, які корисні в настроюванні чи конструюванні музичних інструментів.

## Історія
Уперше рівняння було сформульоване французьким математиком і теоретиком Мареном Мерсенном у 1637 році в роботі «Traité de l'harmonie universelle». Закони Мерсенна регулюють конструкцію та експлуатацію струнних інструментів, таких як піаніно чи арфа, які повинні розраховувати на загальну розтяжну силу, що необхідна для підтримки необхідної висоти струн. Струни нижчої тональності товстіші, а тому мають більшу масу на одиницю довжини та, зазвичай, вони мають нижчий розтяг. Струни високої тональності переважно тонші та мають вищий розтяг, тому можуть бути коротшими. На відміну від Галілео, Мерсенн за допомогою експерименту довів істинність закону, тому вони і називаються закони Мерсена. Хоч його теорії вірні, але розрахунки не є досконало точними, тому були значно покращені Жозефом Сов'єром (1653—1716) за рахунок використання акустичних ударів і метрономів.

## Рівняння
Основна частота є:
- а) обернено пропорційна до довжини струни (закон Піфагора[1]);
- б) пропорційна квадратному кореню розтягу, і
- з) обернено пропорційна квадратному кореню з маси на одиницю довжини.

{\displaystyle f_{0}\propto {\tfrac {1}{L}}.} (рівняння 26)
{\displaystyle f_{0}\propto {\sqrt {F}}.} (рівняння 27)
{\displaystyle f_{0}\propto {\frac {1}{\sqrt {\mu }}}.} (рівняння 28)
Наприклад, усі інші властивості струн рівні, і щоб зробити ноту на одну октаву вище (2/1) необхідно або зменшити її довжину на половину (1/2), щоб збільшити розтяг на площу (4), або зменшити її масу на одиницю довжини оберненого квадрату (1/4).
| Гармоніки | Довжина,    | Розтяг, | або маса        |
| --------- | ----------- | ------- | --------------- |
| 1         | 1           | 1       | 1               |
| 2         | 1/2 = 0.5   | 2² = 4  | 1/2² = 0.25     |
| 3         | 1/3 = 0.33  | 3² = 9  | 1/3² = 0.11     |
| 4         | 1/4 = 0.25  | 4² = 16 | 1/4² = 0.0625   |
| 8         | 1/8 = 0.125 | 8² = 64 | 1/8² = 0.015625 |

Ці закони є похідними від Мерсеннівського рівняння 22:
{\displaystyle f_{0}={\frac {\nu }{\lambda }}={\frac {1}{2L}}{\sqrt {\frac {F}{\mu }}}.}
Формула для основної частоти:
{\displaystyle f_{0}={\frac {1}{2L}}{\sqrt {\frac {F}{\mu }}},}
де f — частота, L — довжина, F — сила і μ — маса на одиницю довжини.
Подібні закони були розроблені для труби і духових інструментів.